# Ống nano

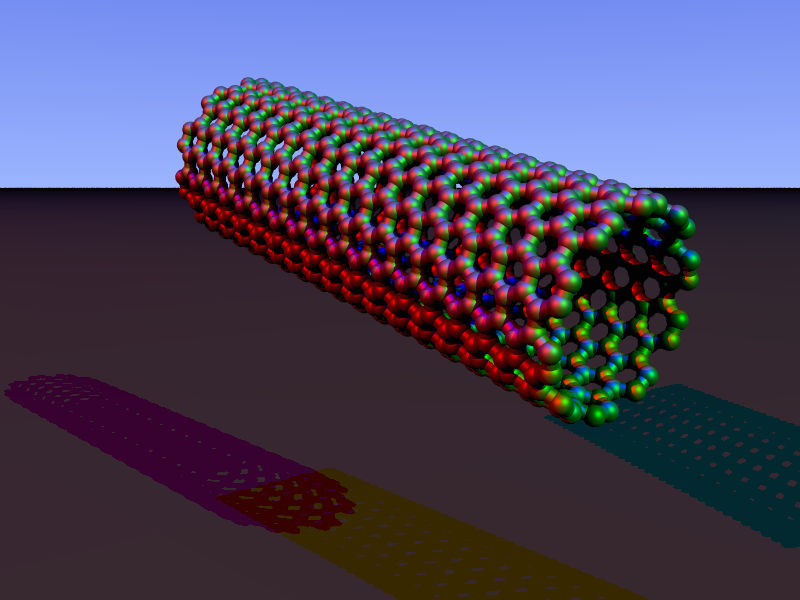
Ống nano cacbon đơn vách

Ống nano (tiếng Anh: nanotube) single là một cấu trúc nano 2 chiều dạng ống với đường kính ống ở cỡ nano. Ống nano có thể hình thành với một số loại vật liệu khác nhau, trong đó nổi tiếng nhất là ống nano cacbon, nhưng ngoài ra cũng có các từ boron nitride (BN), silic,... và cả vật liệu hữu cơ như DNA. Ống nano có thể là đơn vách (single-walled nanotube-viết tắt là SWNT) hoặc đa vách (multi-walled nanotube). Hiện người ta đã thành công trong việc chế tạo những ống nano nhỏ đến cớ 4 Angstrom (0.4 nm). Ống nano được cho là có tiềm năng lớn trong nhiều lĩnh vực khác nhau như điện tử, năng lượng sạch, xúc tác,...